# Aeropuerto Internacional Maurice Bishop
El Aeropuerto Internacional Maurice Bishop (en inglés: Maurice Bishop International Airport) (IATA: GND, OACI: TGPY), anteriormente conocido como Aeropuerto Internacional de Point Salines, es un aeropuerto internacional ubicado en la parroquia de St. George's. La ciudad de Saint George está a unos 8 km (5 mi) al norte del aeropuerto y es la capital de la nación insular de Granada. El aeropuerto está ubicado en Point Salines, el punto más al suroeste de la isla. Recibe su nombre en honor al ex primer ministro Maurice Bishop (1944-1983), quien impulsó el proyecto de construcción en 1979.

## Historia
El aeropuerto inacabado fue elegido como punto de partida para la invasión de la isla por los Estados Unidos de América en octubre de 1983. El evento que precipitó la invasión liderada por Estados Unidos de Granada no fue la construcción del aeropuerto, sino, más bien, un golpe violento en el que el primer ministro Maurice Bishop fue asesinado. La justificación para la invasión estadounidense fue la supuesta amenaza a los estudiantes de medicina estadounidenses en la Universidad de Saint George, cuyo campus está a poca distancia del aeropuerto.
La construcción del edificio del aeropuerto - diseñado para sustituir el obsoleto Aeropuerto Pearls en el lado norte de la isla - fue usado por el presidente estadounidense Ronald Reagan como evidencia de que el gobierno granadino permitiría que fuese utilizado como un punto de paso para los aviones militares soviéticos en su ruta a Cuba. Él reforzó esta afirmación con la excusa de que se usaron en parte trabajadores cubanos. El argumento de que el aeropuerto tuviese alguna función militar fue negado con vehemencia por el primer ministro de Granada Bishop.
El aeropuerto actual en sí fue diseñado por una empresa canadiense y los contratos de construcción se adjudicaron a los contratistas en su mayoría europeos.
El aeropuerto fue rebautizado en honor del difunto primer ministro Bishop en 2009.

## Aerolíneas y destinos

### Pasajeros
| Aerolíneas              | Destinos                                                   |
| ----------------------- | ---------------------------------------------------------- |
| Air Canada              | Toronto–Pearson                                            |
| American Airlines       | Miami Estacional: Charlotte                                |
| British Airways         | Londres–Gatwick, Santa Lucía–Hewanorra Estacional: Antigua |
| Caribbean Airlines      | Barbados, Puerto España, San Vicente–Argyle                |
| Condor                  | Fráncfort                                                  |
| Delta Air Lines         | Estacional: Atlanta (inicia el 20 de diciembre de 2025)    |
| InterCaribbean Airways  | Barbados, Georgetown–Cheddi Jagan, San Vicente–Argyle      |
| JetBlue Airways         | Nueva York–JFK                                             |
| LIAT20                  | Castries                                                   |
| Sunrise Airways         | Antigua, Castries                                          |
| Virgin Atlantic Airways | Barbados, Londores–Heathrow                                |
| WestJet                 | Estacional: Toronto–Pearson                                |

### Carga
| Aerolíneas             | Destinos                                                                                            |
| ---------------------- | --------------------------------------------------------------------------------------------------- |
| Air Cargo Carriers     | Dominica–Douglas-Charles                                                                            |
| Amerijet International | Miami, Puerto España, Santiago de los Caballeros, Santo Domingo–Las Américas, Santa Lucía–Hewanorra |
| DHL Aviation           | Castries, Dominica–Canefield, Fort-de-France, Pointe-à-Pitre, Puerto España, San Vicente–Argyle     |
| FedEx                  | Aguadilla, San Vicente–Argyle                                                                       |